# Équipe cycliste Akros-Excelsior-Thömus
L'équipe cycliste Akros-Excelsior-Thömus est une équipe cycliste sur route suisse d'origine italienne, active entre 2002 et 2020.

## Histoire de l'équipe
L'équipe italienne Marchiol est créée en 2002 avec un statut d'équipe amateur. Elle devient une équipe continentale en 2014. En 2015, elle fusionne avec l'équipe Roth-Felt, passe sous licence suisse et est renommée Roth-Škoda.
À partir de la saison 2016, Roth-Škoda devient une équipe continentale professionnelle et prend simplement pour nom de Roth puis repasse comme équipe continentale en 2017 sous le nom de Roth-Akros puis Akros-Renfer en 2018.
L'équipe cesse ses activités à la fin de la saison 2020.

## Principales victoires

### Courses d'un jour
- Trofeo Edil C : Andrea Vaccher (2014)
- Tour du Frioul : Simone Antonini (2014)
- Trofeo Alcide Degasperi : Alberto Cecchin (2015)

### Courses par étapes
- Tour de Rhodes : Colin Stüssi (2017)

### Championnats nationaux
- Championnats de Serbie sur route : 2
  - Course en ligne espoirs : 2015 (Miloš Borisavljević)
  - Contre-la-montre espoirs : 2015 (Miloš Borisavljević)

## Classements UCI
Depuis sa création, l'équipe participe aux différents circuits continentaux et en particulier l'UCI Europe Tour. Le tableau ci-dessous présente les classements de l'équipe sur ces circuits, ainsi que son meilleur coureur au classement individuel.
UCI Africa Tour
| Saison | Classement par équipes | Meilleur coureur au classement individuel |
| ------ | ---------------------- | ----------------------------------------- |
| 2018   | 23e                    | Jonas Döring (199e)                       |

UCI Asia Tour
| Saison | Classement par équipes | Meilleur coureur au classement individuel |
| ------ | ---------------------- | ----------------------------------------- |
| 2016   | 37e                    | Alberto Cecchin (70e)                     |
| 2017   | 46e                    | Colin Stüssi (124e)                       |
| 2018   | 81e                    | Gordian Banzer (257e)                     |

UCI Europe Tour
| Saison | Classement par équipes | Meilleur coureur au classement individuel |
| ------ | ---------------------- | ----------------------------------------- |
| 2014   | 62e                    | Andrea Vaccher (206e)                     |
| 2015   | 27e                    | Andrea Vaccher (19e)                      |
| 2016   | 30e                    | Andrea Pasqualon (96e)                    |
| 2017   | 57e                    | Colin Stüssi (142e)                       |
| 2018   | 110e                   | Robin Froidevaux (1010e)                  |
| 2019   | 66e                    | Robin Froidevaux (428e)                   |
| 2020   | 77e                    | Robin Froidevaux (444e)                   |

L'équipe est également classée au Classement mondial UCI qui prend en compte toutes les épreuves UCI et concerne toutes les équipes UCI.

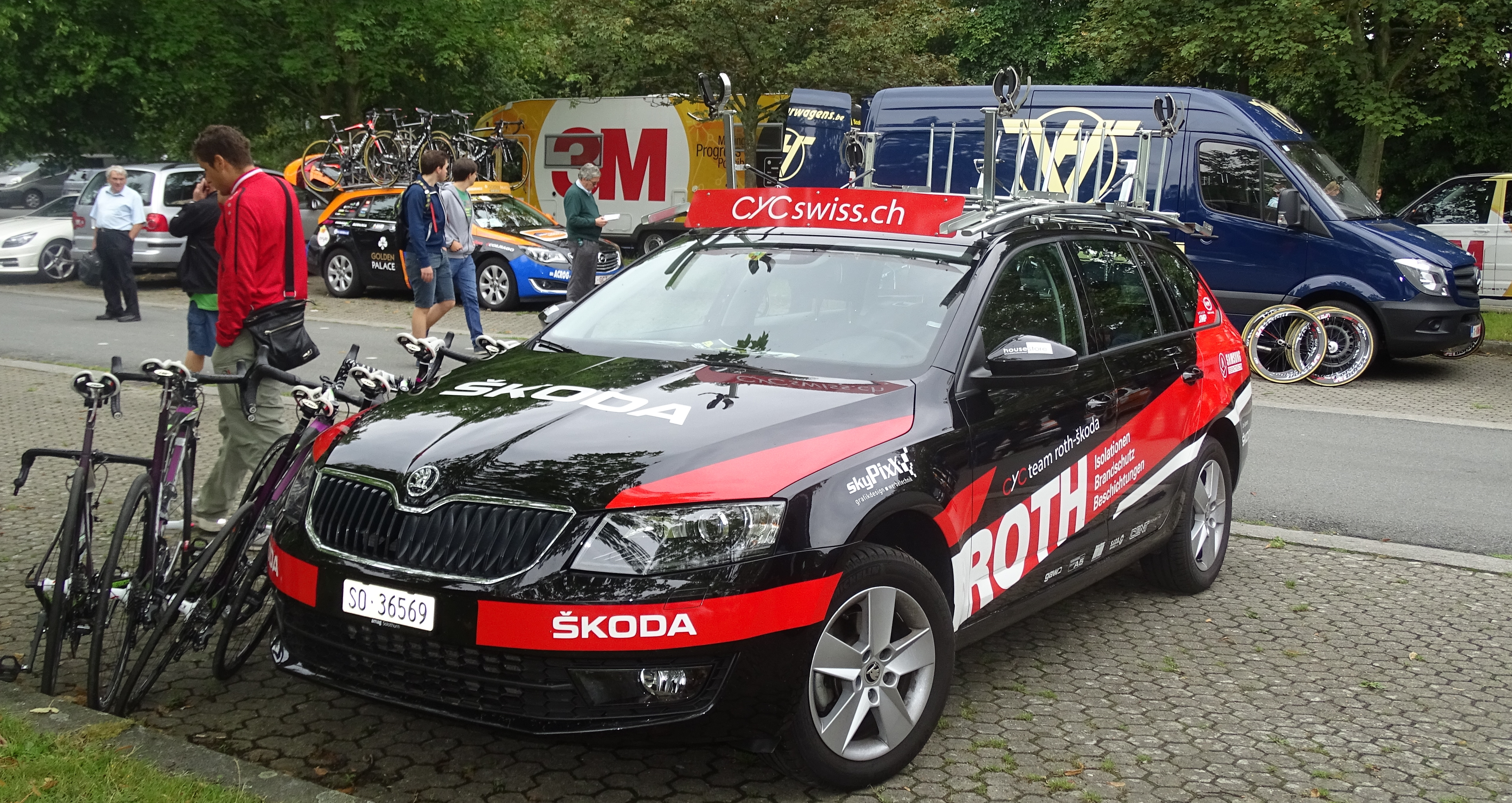
Véhicule de l'équipe.

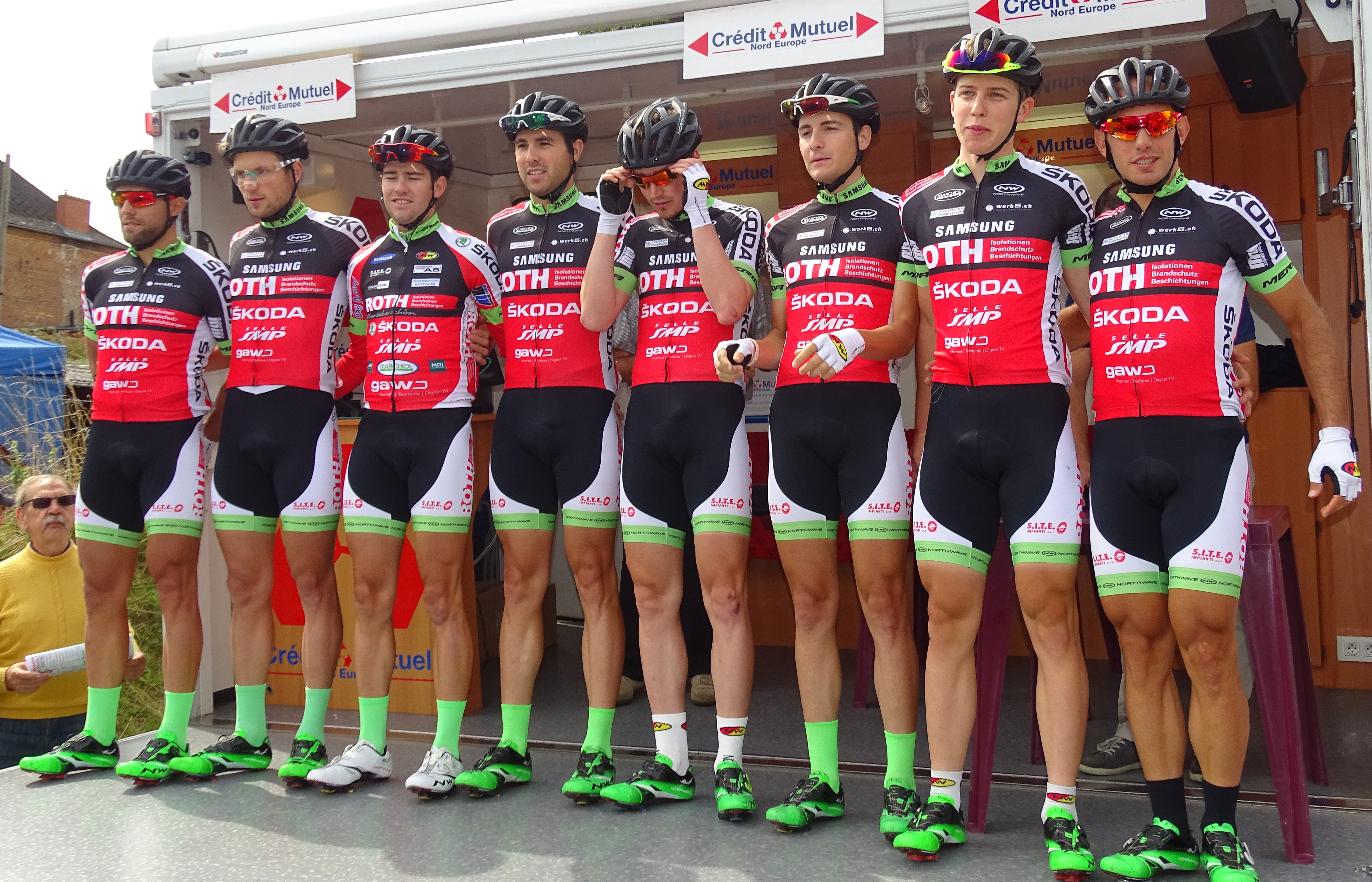
L'équipe au Grand Prix des Marbriers 2015.

| Saison | Classement par équipes | Meilleur coureur au classement individuel |
| ------ | ---------------------- | ----------------------------------------- |
| 2016   | -                      | Andrea Pasqualon (235e)                   |
| 2017   | -                      | Colin Stüssi (237e)                       |
| 2018   | -                      | Gordian Banzer (1256e)                    |
| 2019   | 114e                   | Robin Froidevaux (565e)                   |
| 2020   | 113e                   | Robin Froidevaux (545e)                   |

## Akros-Excelsior-Thömus en 2020
| Cycliste          | Date de naissance  | Nationalité | Équipe 2019    |  |
| ----------------- | ------------------ | ----------- | -------------- |  |
| Antoine Aebi      | 1er septembre 1998 | Suisse      | Akros-Thömus   |  |
| Laurin Bachmann   | 24 août 1999       | Suisse      | Akros-Thömus   |  |
| Matteo Bellia     | 1er septembre 1997 | Italie      | Biesse Carrera |  |
| Remi Capron       | 18 juin 2000       | France      | IAM Excelsior  |  |
| Antoine Debons    | 17 février 1998    | Suisse      | IAM Excelsior  |  |
| Thomas Devaux     | 29 janvier 1997    | France      |                |  |
| Loïs Dufaux       | 16 février 1998    | Suisse      | Akros-Thömus   |  |
| Robin Froidevaux  | 17 octobre 1998    | Suisse      | Akros-Thömus   |  |
| Jeremias Jenelten | 11 mai 1999        | Suisse      | Akros-Thömus   |  |
| Scott Quincey     | 17 juin 1999       | Suisse      | IAM Excelsior  |  |
| Nico Selenati     | 30 juillet 1996    | Suisse      | Akros-Thömus   |  |
| Valère Thiébaud   | 26 janvier 1999    | Suisse      | Akros-Thömus   |  |
| Manuel Zobrist    | 8 mars 1997        | Suisse      | Akros-Thömus   |  |

## Saisons précédentes
- Saison 2015
- Saison 2016
- Saison 2017